# Emil Bovin
Karl Emil Bovin, född 19 augusti 1868 i Stockholm, död där 8 augusti 1962, var en svensk läkare.
Bovin blev vid Karolinska institutet medicine kandidat 1891, medicine licentiat 1897 och medicine doktor 1906. Han var amanuens vid Serafimerlasarettet och Allmänna barnbördshuset 1896-99, amanuens och underkirurg vid Sabbatsbergs sjukhus 1899-1901, var docent i obstetrik och gynekologi vid Karolinska institutet 1906-17. År 1911 blev han lärare vid barnmorskeläroanstalten i Stockholm och var 1924-33 professor och överlärare där samt överläkare och direktör vid Södra barnbördshuset. 
Bland Bovins övriga mer betydande uppdrag märks det som ordförande i Sveriges läkarförbund från 1928-32, i Svenska Läkaresällskapet 1932-33 och som medlem av Medicinalstyrelsens vetenskapliga råd 1930-35. Han är begravd på Norra begravningsplatsen i Stockholm.